# Juana Martínez González

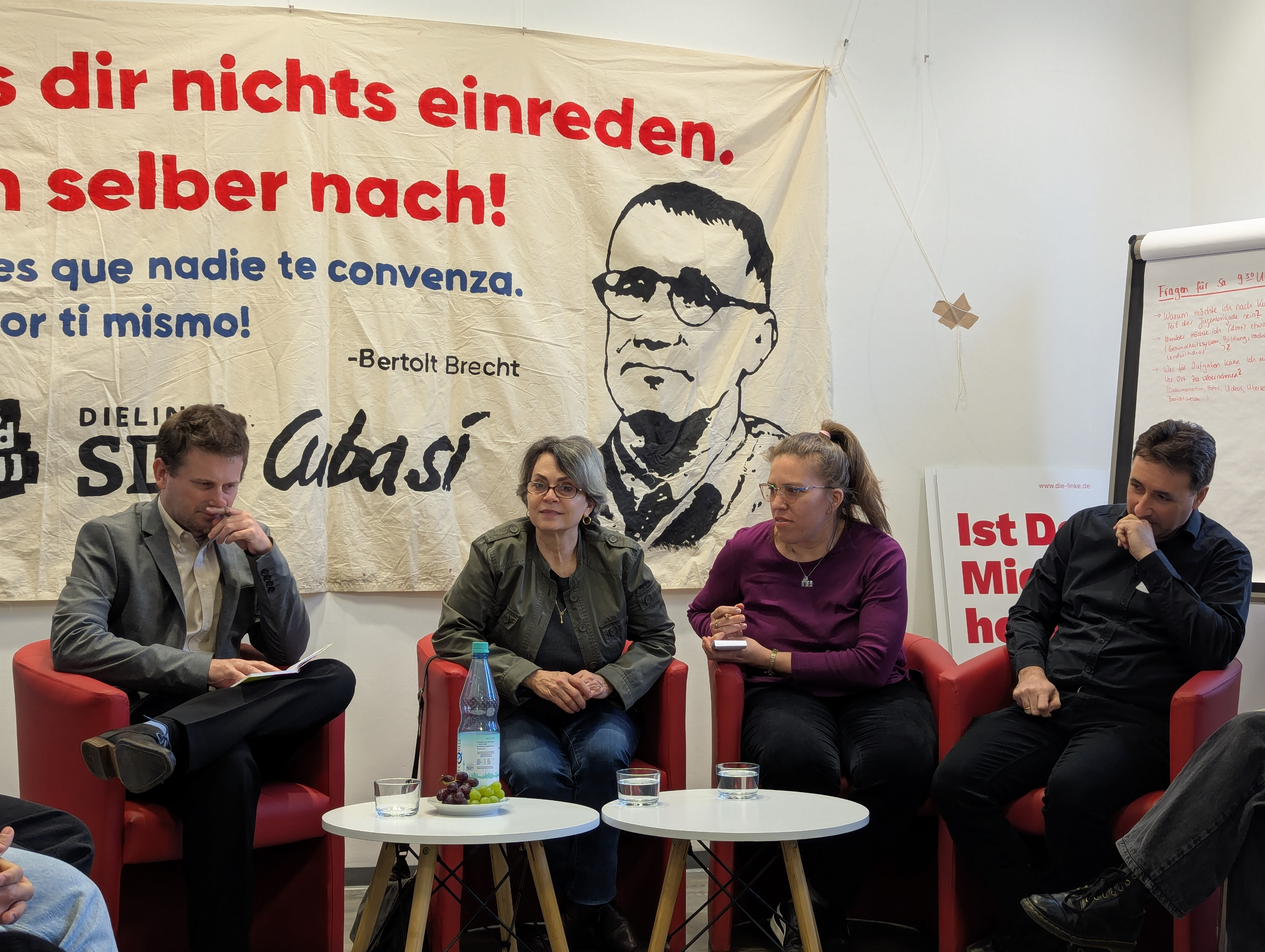
Martínez González (2. v. l.) 2025 im Karl-Liebknecht-Haus

Juana Martínez González (* 24. Juni 1968 in Holguín) ist eine kubanische Diplomatin. Seit 2022 ist sie Botschafterin der Republik Kuba in Berlin.

## Leben
Martínez Gonzales hat am Instituto Superior de Relaciones Internacionales Raúl Roa García Internationale Beziehungen studiert. Von 1995 bis 1998 war sie dritte Sekretärin der Kubanischen Botschaft in Sofia. Nach zwei diplomatischen Missionen in Deutschland war sie von 2005 bis 2011 – als Nachfolgerin von Luis Delfín Pérez Osorio und Vorgängerin von Sergio González Gonzáles – Botschafterin Kubas in Lima. Seit dem 7. April 2022 ist sie – als Nachfolgerin von Ramón Ripoll Díaz – als Botschafterin Kubas in Berlin akkreditiert.